# Исилкул
Исилкул (на руски: Исилькуль) е град в Русия, административен център на Исилкулски район, Омска област. Населението на града към 1 януари 2018 година е 22 903 души.

## История
Селището е основано през 1895 година, през 1945 година получава статут на град.